# Schron w Małym Wietrzniku
Schron w Małym Wietrzniku – obiekt jaskiniowy w skale Wietrznik w dolnej części Doliny Będkowskiej na Wyżynie Krakowsko-Częstochowskiej. Znajduje się w Łączkach Kobylańskich będących częścią wsi Kobylany w województwie małopolskim, w powiecie krakowskim, w gminie Zabierzów.

## Opis jaskini
Jest to jaskinia znajdująca się u podstawy południowej ściany Małego Wietrznika, naprzeciwko Szczeliny w Wietrzniku. Za nieregularnym otworem znajduje się krótki korytarzyk, który wznosi się i kończy ciasną, poprzeczną szczeliną.
Jaskinia powstała w późnojurajskich wapieniach skalistych. Jest sucha, w końcowej części ciemna. Ma polewy naciekowe i grzybki naciekowe. Na spągu gruz wapienny, gleba i liście. Na ścianach przyotworowych rosną glony i pająki. Ze zwierząt obserwowano pająki i chrząszcze. Na spągu są odchody i kości zwierząt, co świadczy o tym, że jest odwiedzana przez gryzonie i drobne drapieżniki.
Jaskinia zapewne znana była od dawna, ale prawdopodobnie penetrowano tylko jej obszerniejsze części przyotworowe, głębiej brak śladów zwiedzania. Jej otwór zaznaczany był w przewodnikach wspinaczkowych. Dokumentację sporządzili J. Nowak i M. Urban w czerwcu 2011 r. Plan jaskini opracował J. Nowak.

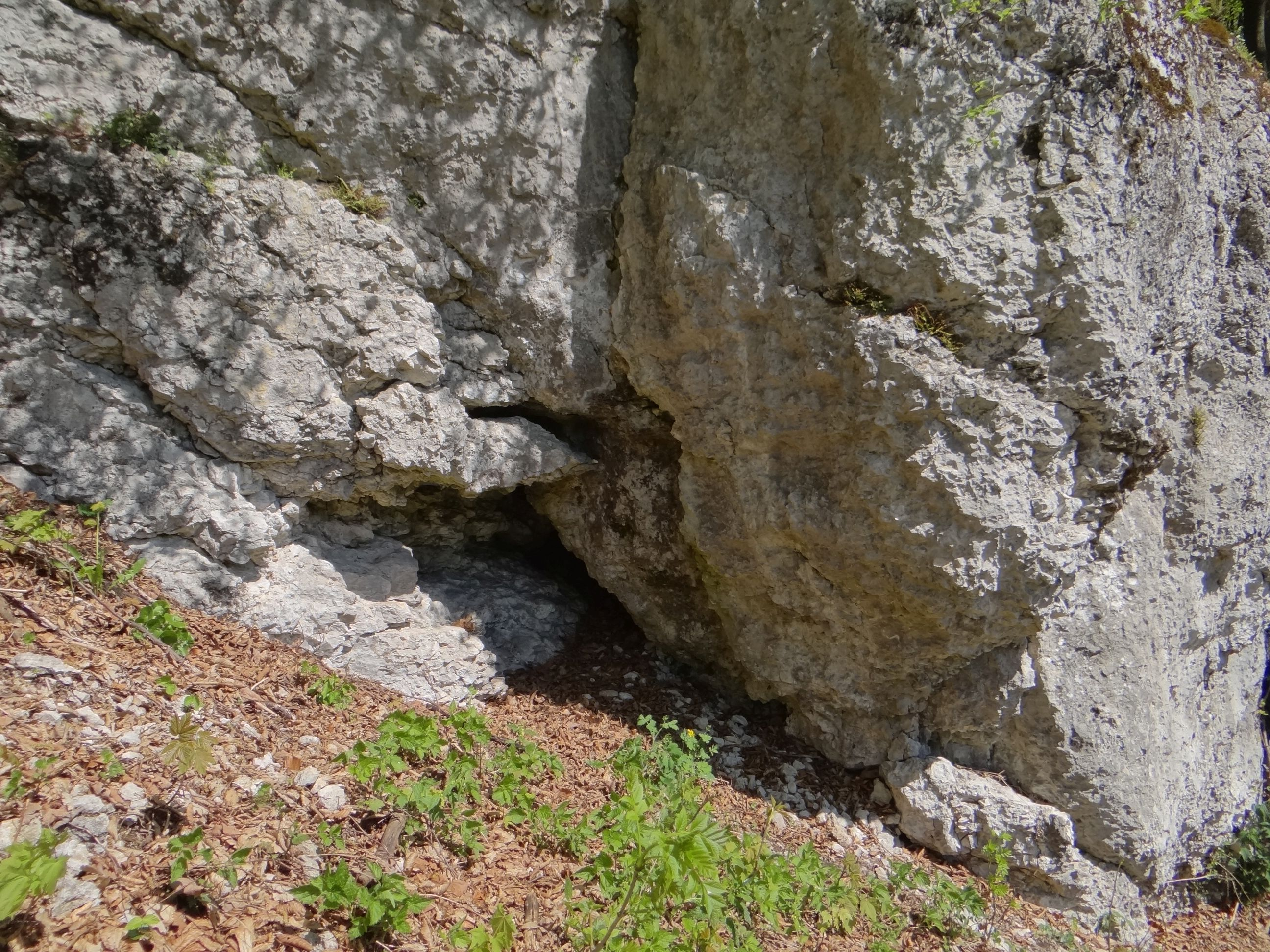
Otwór
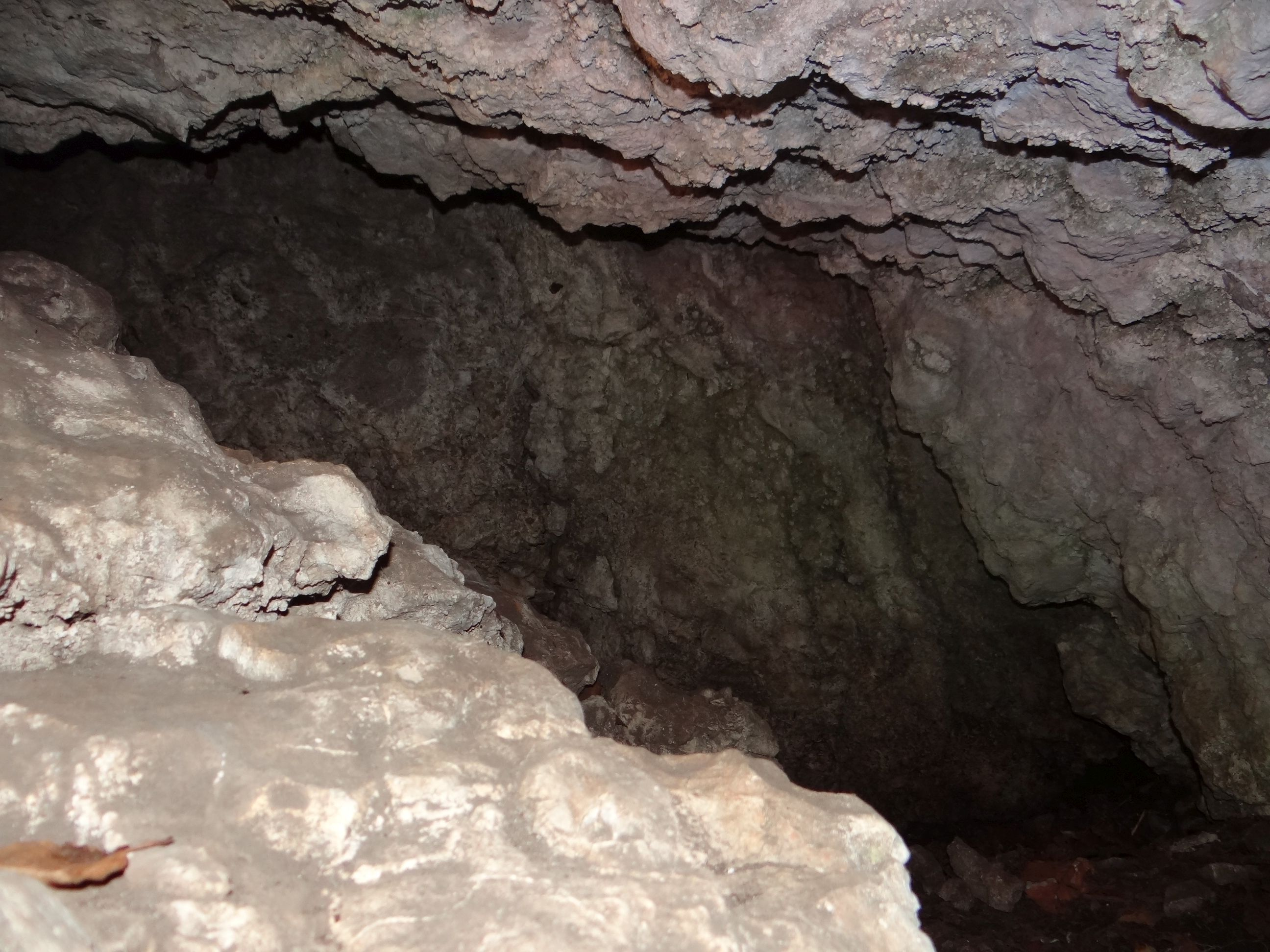
Korytarz
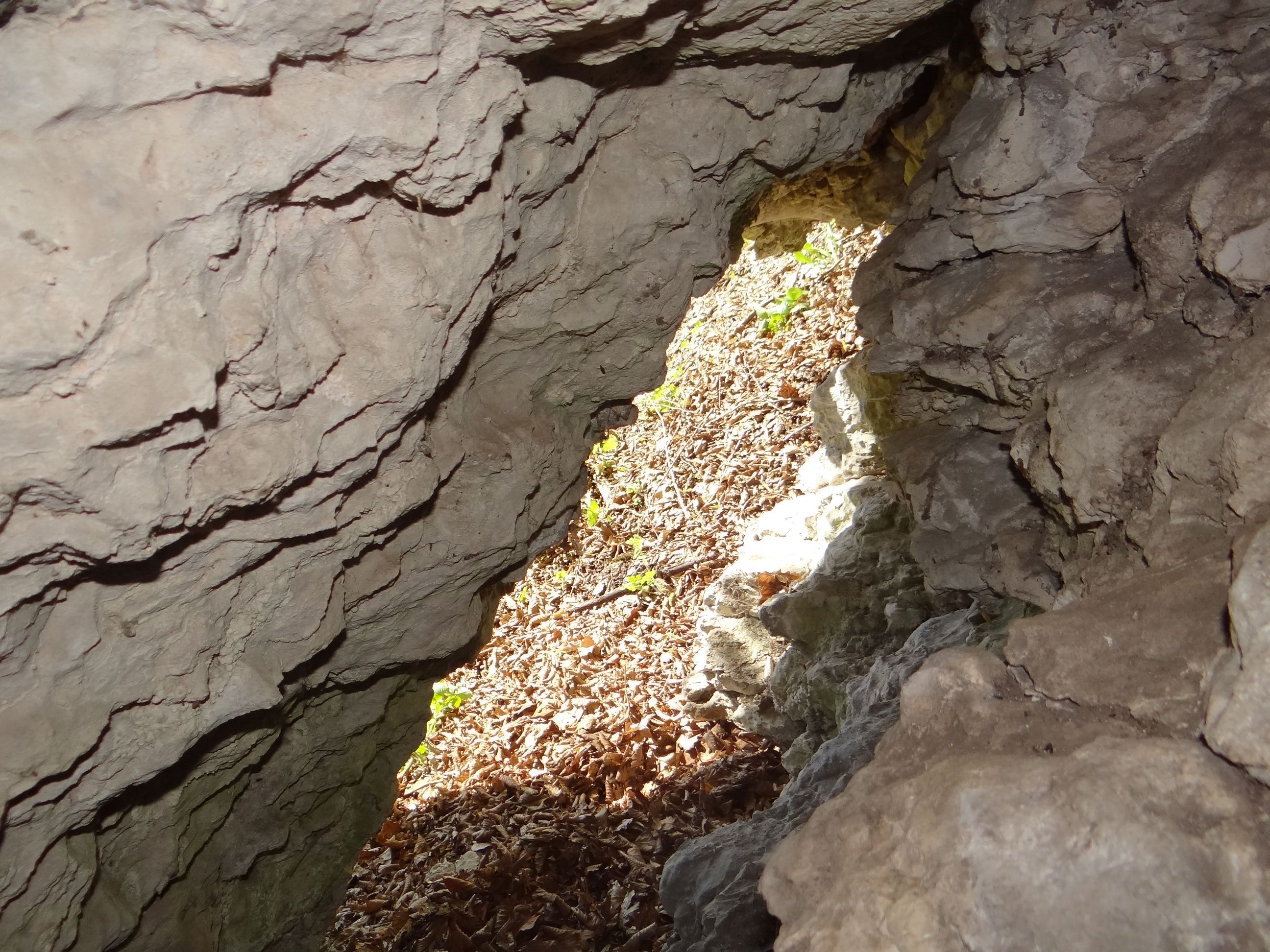
Widok z korytarza